# Abyssochrysos xouthos
Abyssochrysos xouthos là một loài ốc biển, là động vật thân mềm chân bụng sống ở biển thuộc họ Abyssochrysidae.